# Бёрнс, Чарльз
Чарльз Бёрнс (англ. Charles Burns; род. 27 сентября 1955) — американский художник комиксов, иллюстратор и режиссёр. Наиболее известен своим комиксом «Чёрная дыра». Отличительной особенностью стиля является детальная, высококонтрастная отрисовка и сценарии в стиле хоррор, либо с его элементами.

## Жизнь
Чарльз Бёрнс родился в Вашингтоне. Когда ему исполнилось 10 лет, семья переехала в Сиэтл (1965 год).
Детство Бёрнса прошло в увлечении журналом Mad, хоррор-фильмами категории Б за авторством Роджера Кормана и ТВ-передач того времени. В середине 70-х в старших классах Чарльз открыл для себя творчество андеграундных авторов комиксов, таких, как Крамб, Роберт. Бёрнс посещал Колледж Вечнозелёного штата, где встретился со ставшими вскоре знаменитыми аниматорами Мэттом Грейнингом и автором комиксов Линдой Барри.
В 1981 Бёрнс запускает комикс «El Borbah», на который его вдохновило рестлинг-шоу, которое он увидел по телевизору. Первая серия под названием «Robot Love» была опубликована в журнале «Heavy Metal» в 1982 году; этот персонаж также появлялся в журнале «RAW», где Бёрнс стал регулярным автором.
В середине 1980-х Чарльз вместе с супругой переезжает в Италию. Там он знакомится с итальянской комикс-сценой, вступает в группу «Valvoline», основанную Лоренцо Маттотти и начинает публиковаться в местных изданиях. По возвращении в США в 1986, Бёрнс экспериментирует в формате еженедельных стрипов «Big Baby» (1989—1991); также сотрудничает с Гэри Пэнтэром в работе над его изданием «Pixie Meat».
В 1994 году начинает свою самую амбициозную и наиболее популярную работу — комикс «Чёрная дыра», который планировало выпускать издательство «Kitchen Sink». После того, как в 1998 году это издательство прекратило работу, Бёрнс перевёл его в издательство «Fantagraphics». Публикация серии закончилась в 2004 году. Работа получила престижные комиксовые награды Премию Харви, Айснера и Игнатц и вошла в список «Top 100 English-Language Comics of the Century» от «The Comics Journal». В 2005 году издательство «Pnatheon» выпустило книгу, включающую все комиксы серии. В России комикс был выпущен издательством «Фабрика комиксов».
Бёрнс живёт в Филадельфии, Пенсильвания, со своей женой, художницей Сюзан Мур и двумя дочерьми.

## Комиксы

Обложка русскоязычного издания комикса «Чёрная дыра».

К раннему этапу творчества Чарльза Бёрнса относятся его иллюстрации для фэнзинов «Sub Pop» и «Another Room Magazine». Вскоре он приобрёл известность как автор комиксов, когда его комиксы были опубликованы в одном из первых выпусков журнала «RAW», авангардного журнала комиксов, основнанного Франсуазой Моули и Артом Шпигельманом. Позже издательство «Raw Books» публиковало две его истории «Big Baby» и «Hard-Boiled Defective Stories» под заголовком «RAW One-Shot». В 1994 он был награждён программой «Pew Fellowships in the Arts». В 1999 выставлялся в Пенсильванской академии изящных искусств.
Большая часть работ Бёрнса, изданных в разных журналах, позже были собраны в сборники, выпущенные в серии «Charles Burns' Library» издательством «Fantagraphics»: «El Borbah» (1999), «Big Baby» (2000), «Skin Deep» (2001).
В октябре 2010 Бёрнс выпустил первую часть новой серии комиксов под названием «X’ed Out».

## Иллюстрация
Бёрнс разработал обложку альбома Игги Попа под названием «Brick by brick». Его иллюстрации использовали в рекламе провалившегося продукта OK Soda от Coca-Cola. Из актуальных работ можно выделить иллюстрации для рекламных кампаний «Altoids» и портретные иллюстрации и обложки для журнала «The Believer». Рисовал обложки для изданий «Time» и «The New Yorker».
В начале 1990-х его история «Dogboy» была адаптирована для сериала на MTV. В 1991 году хореограф Марк Моррис попросил его создать иллюстрации, на основе которых он потом создавал свою версию «Щелкунчика» Чайковского (постановка получила название «The Hard Nut»).

## Список источников
1. ↑  Fantagraphics Books | Comics and Graphic Novels — Artist Bio — Charles Burns. Дата обращения: 19 мая 2012. Архивировано 19 мая 2012 года.
2. ↑  Artist Profile: The Pew Center for Arts & Heritage Архивировано 9 сентября 2013 года.
3. ↑  Charles Burns. Дата обращения: 19 мая 2012. Архивировано 27 сентября 2012 года.
4. ↑  Charles Burns is «X’ed Out» — Comic Book Resources. Дата обращения: 19 мая 2012. Архивировано 29 мая 2012 года.
5. ↑  Mark Morris Dance Group:: Morris' THE HARD NUT (недоступная ссылка)

## Дополнительные источники
- Charles Burns page at Fantagraphics Архивная копия от 19 мая 2012 на Wayback Machine — Books in print from this publisher.
- Brian Heater, «Interview: Charles Burns Pt. 1», The Daily Cross Hatch, (November 10, 2008).

- Charles Burns Архивная копия от 21 апреля 2012 на Wayback Machine at Lambiek's Comiclopedia
- Charles Burns (англ.) на сайте Comic Book DB
- Архивная копия от 29 мая 2012 на Wayback Machine